# Tropidosteptes plagifer
Tropidosteptes plagifer är en insektsart som beskrevs av Reuter 1909. Tropidosteptes plagifer ingår i släktet Tropidosteptes och familjen ängsskinnbaggar. Inga underarter finns listade i Catalogue of Life.